# حلوى غريبة

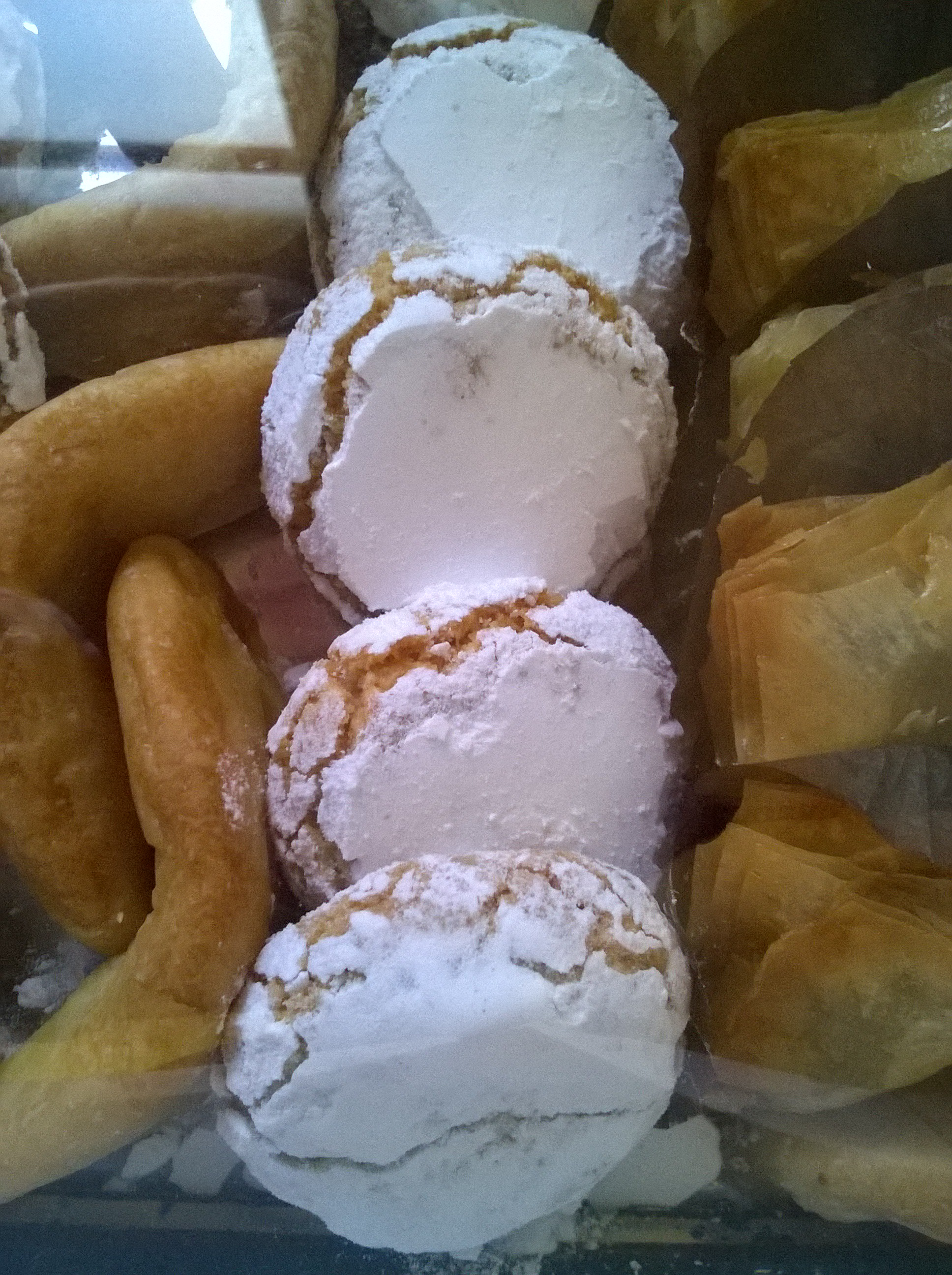
حلوى غريبة من النوع المغربي

الغرَيبَة أو «كما في العراق الشكرلمة أو البادم» هي نوع من الحلويات التقليدية العربية التي وأكبت على إعدادها الشعوب العربية خاصة أيام أعياد الفطر، وقد أُحصيت أنواع عدة قامت بتحضيرها العائلات العربية أهمها غريبة الطحين وغريبة الحمص وغريبة الدرع (الذرة البيضاء).

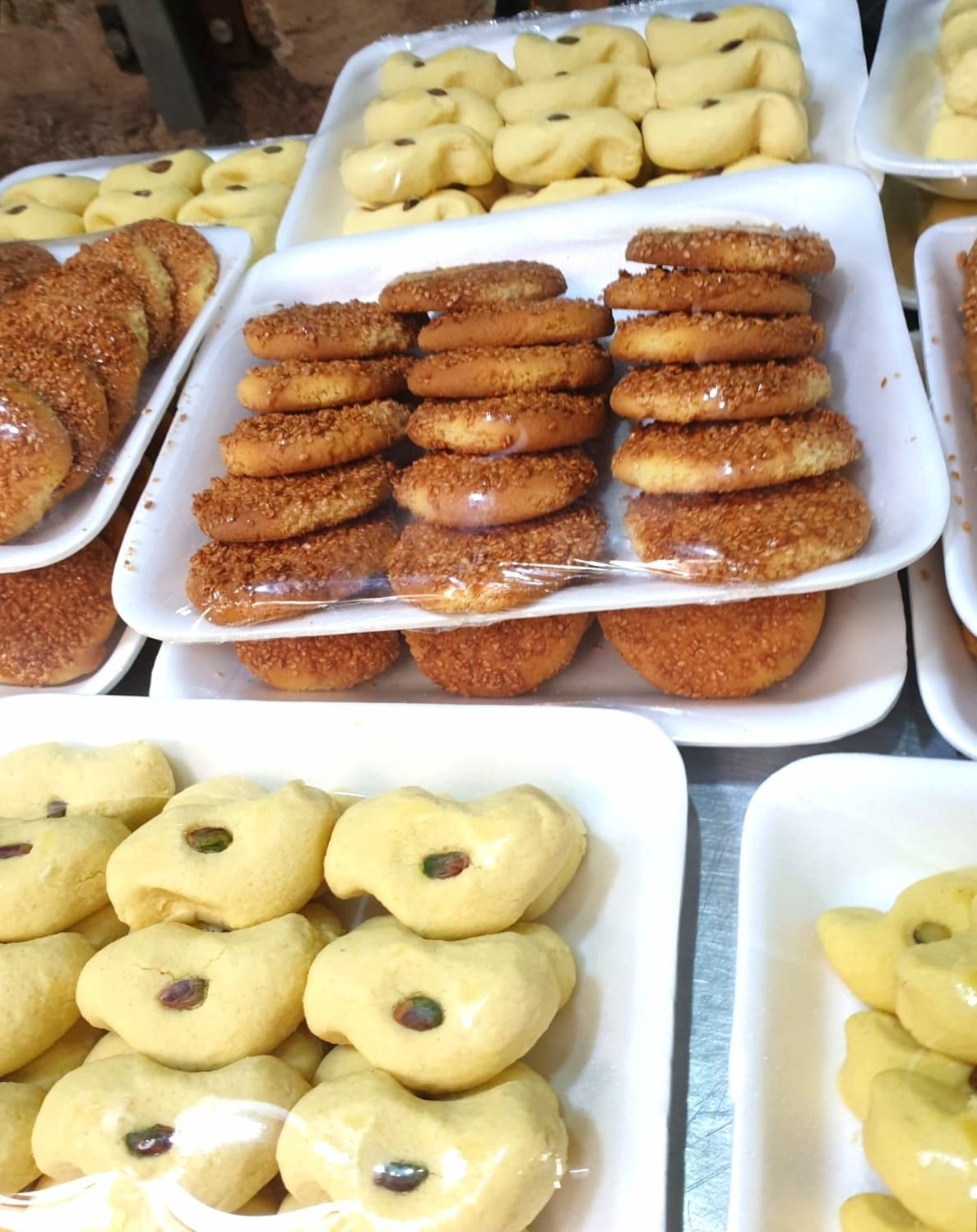
غريبة من اسواق القدس

## التسمية
تسمى الغرَيبَة في ليبيا وتونس والمغرب وبلاد الشام، والغريبية في الجزائر، والغُرَيِّبَة في مصر، والشكرلمة في العراق.

## المكونات
المكونات الأساسية للغريبية هي السّمن والسكر والطَّحِيِن.

## أصناف أخرى
يعرف المطبخ المغاربي أنواع من حلويات الغريبة، ومنها:

### غريبة رقائق اللوز

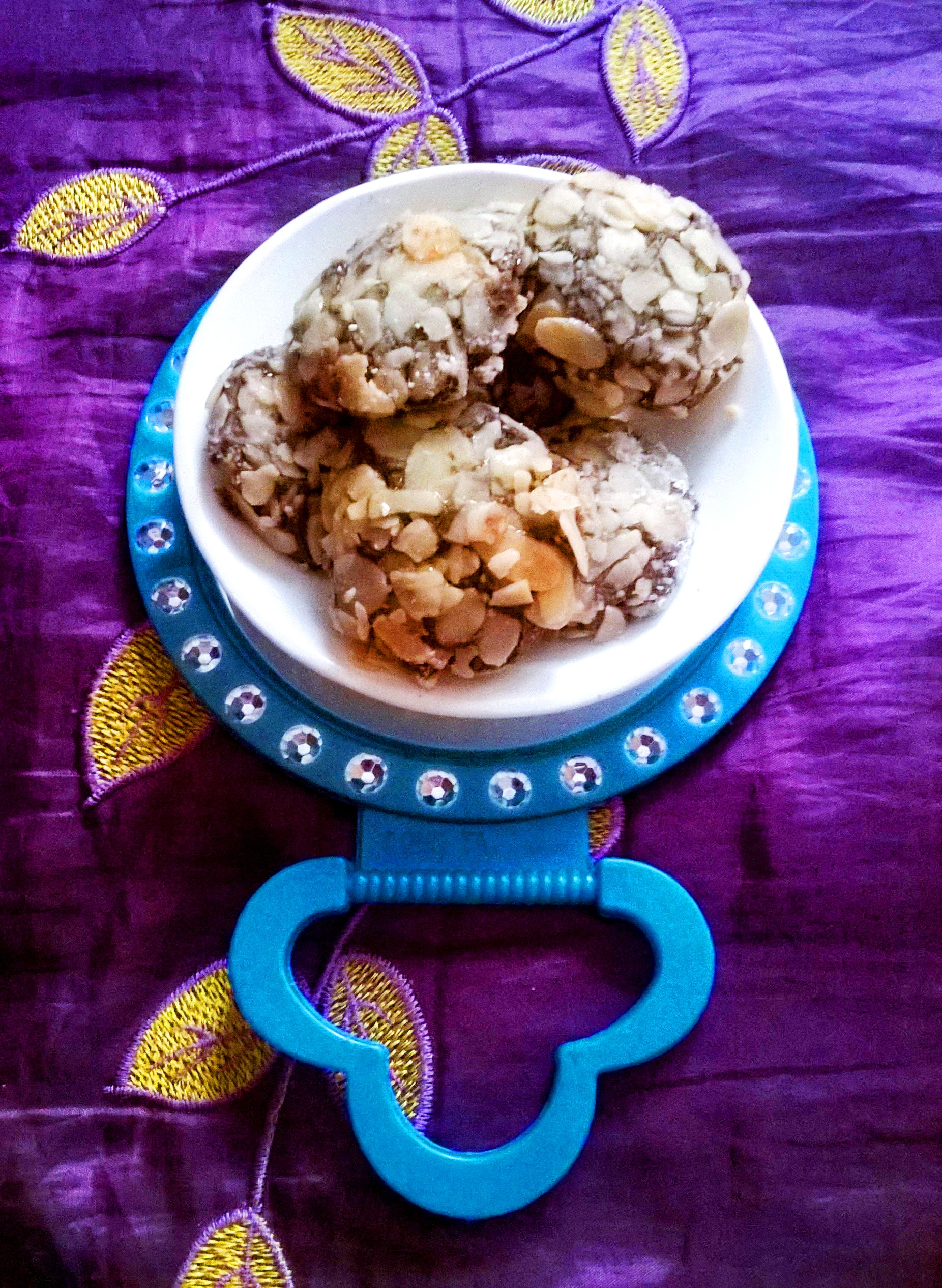
غريبة رقائق اللوز 
هي حلوى مغربية من صنف حلوى الغريبة التقليدية وإن كانت تختلف عليها من حيث النكهة والشكل وقليلا من حيث طريقة التحضير. فهي تختلف فقط في طريقة التحضير عن غريبة التقليدية، ولا تظهر وكأنها غريبة من حيث الشكل، بسبب طريقة التحضير المختلفة والمقادير تختلف شيئا ما عن غريبة التقليدية الشعبية. فما يميز غريبة برقائق اللوز هو تزيينها برقائق اللوز إضافة إلى نكهة الحامض الموجودة فيها.
المكونات الأساسية فيها هي اللوز المسلوق والسكر الصقيل.

### غريبة النخالة

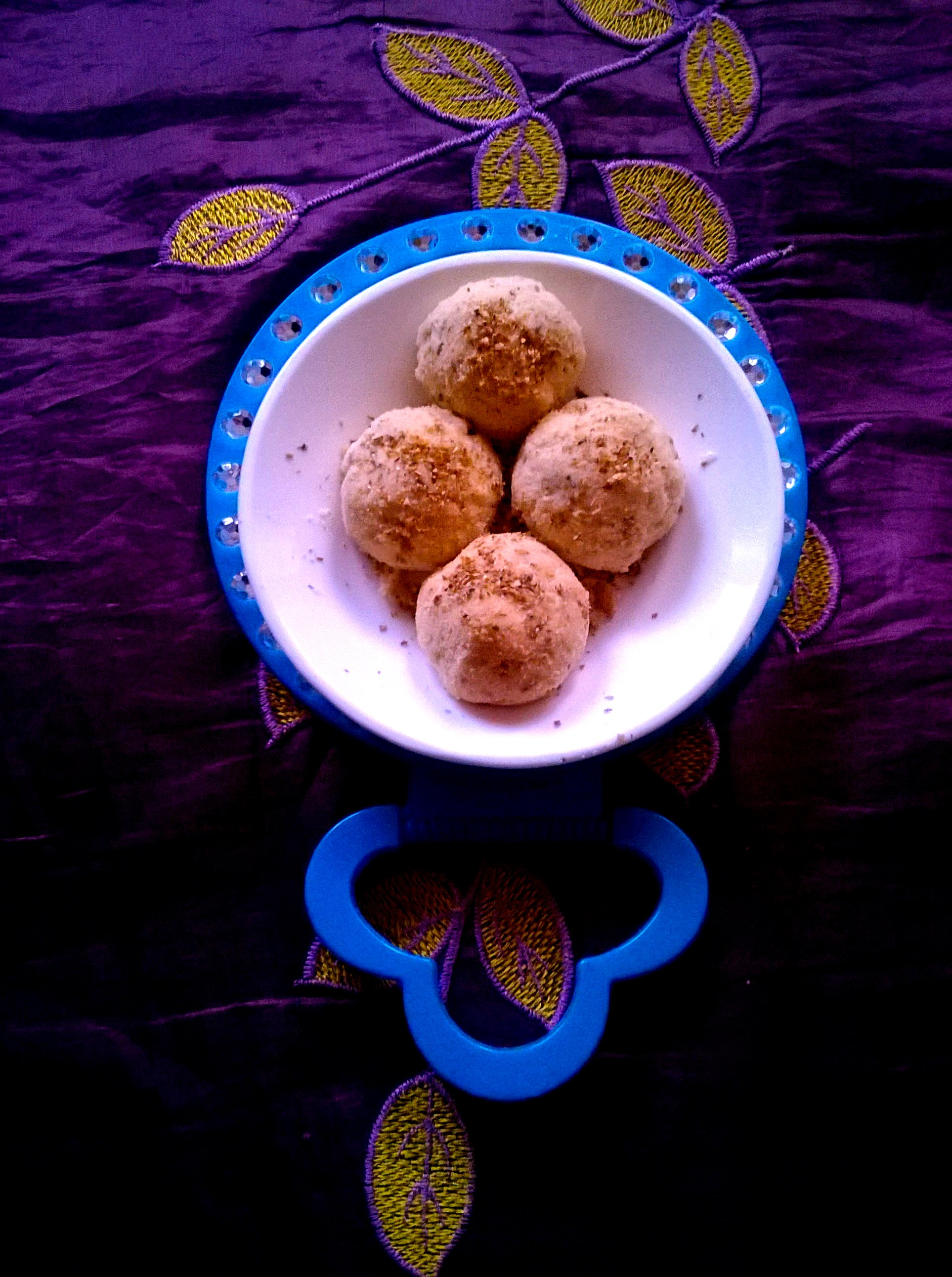
غريبة النخالة

غريبة النخالة'  و«غريبة النخال» أو «حلوى النخالة» أو غريبة معلكة بالنخالة هي حلوى مغربية من صنف حلوى الغريبة التقليدية وإن كانت تختلف عليها من حيث النكهة والشكل ومن حيث طريقة التحضير.
وهي حلوى دائرية الشكل، سهلة التحضير صحية ولذيذة في نفس الوقت، حيث تضم عنصر لب النخالة أو الردة وهي الطبقة الخارجية الصلبة من الحبوب، وهذا ما يحعلها تضم مكونا غذائيا رئيسيا وصحيا. وتقدم في غالب الأحيان مع الشاي الساخن أو القهوة نخالة والزنجلان والسكر والخميرة و«الفاني» ثم يضاف إلى خذه المكونات البيض والزيت. ويشار إلى أنها تختلف عن الغريبة الشامية.
تتكون غريبة النخالة بشكل أساسي من نخالة والزنجلان والسكر والخميرة و«الفاني» ثم يضاف إلى هذه المكونات البيض والزيت. ويشار إلى أنها تختلف عن الغريبة الشامية.

### الغريبة بالقشطة
وهي حلوى دمشقية تصنع من عجينة الغريبة الشامية لكن تحشى بالقشطة.